# Геронтій (Хованський)
Архієпископ Сумський і Вінницький Геронтій (в миру Юрій Якович Хованський); 23 жовтня 1957, Суми, Української РСР.
Після закінчення середньої школи деякий час працював різноробочим, відслужив в армії.
10 листопада 1980 року, без навчання в духовній семінарії, висвячений в сан диякона архієпископом Чернігівським і Ніжинським Антонієм (Вакариком).
30 листопада 1980, тим же владикою рукоположений в сан ієрея.
У 1981—1988 роках здійснював священниче служіння на парафіях Сумської єпархії РПЦ. У 1988 р заочно закінчив Московську духовну семінарію, вступив в МДА.
22 серпня 1990 року в Спасо-Преображенському соборі м. Сум пострижений в чернецтво з ім'ям Геронтій, а на Великдень 1991 р зведений в сан ігумена.
У 1992, після зведення в сан архімандрита, призначений намісником Молчанського монастиря в Путивлі, а 25 серпня 1994 — призначений намісником нововідкритої Глинської Богородице-Різдвяної пустелі.
14 березня 1996 року перейшов в юрисдикцію УПЦ КП, де 24 березня 1996 року у Володимирському кафедральному соборі м. Києва був хіротонізований на єпископа Сумського і Охтирського. Хіротонію для новоствореній єпархії очолив патріарх Філарет (Денисенко), також в свячення брали участь єпископи Варлаам (Пилипишин), Яків (Панчук) та Іоасаф (Шибаєв).
У 1999 був нагороджений орденом св. арх. Михайла.
4 квітня 2000 р переміщений на Вінницьку кафедру з титулом єпископа Вінницького і Брацлавського,
22 жовтня 2005 року був зведений в сан архієпископа.
23 січня 2004 року нагороджений орденом Святого Рівноапостольного князя Володимира Великого III ступеня. Однак вже 28 лютого 2006 відправлений на спокій (на цей час будинок єпархіального управління вже не належав єпархії).
Проживав на спокої у Сумах, де одружився. Як одружений єпископ був прийнятий в спілкування з Апостольською православною церквою і 22 липня 2008 року був призначений архієпископом Сумським і Вінницьким. Опікується громадами в Сумах та Вінниці.
У 2009 році у єпископа Геронтія народилася дочка.
юрисдикції: Російська православна церква (10 листопада 1980 — 14 березень 1996)
Українська православна церква (Київського Патріархату) (14 березня випуску 1996 — 22 липня 2008)
Апостольська Православна церква (з 22 липня 2008)